# 香山奇缘
《香山奇缘》，赵镭执导的古装电视剧，取材于陕西铜川耀州区照金香山景区流传的观世音菩萨真身妙善公主的故事，讲述妙善公主在人间坎坷不平凡的经历以及救助百姓惩恶扬善的故事。泰國第32频道于2016年4月10日每週六及週日18:30至19:30播映。

## 播出平台
| 頻道          | 所在地 | 播映日期              | 播出時間              | 备注 |
| ------------- | ------ | --------------------- | --------------------- | ---- |
| 泰國第3電視台 | 泰國   | 2016年4月10日-6月11日 | 每期六、日18:30-19:30 |      |

## 主要演员
| 演员   | 角色     | 介紹 |
| 徐小飒 | 妙善公主 |      |
| 刘晓虎 | 宋多     |      |
| 金巧巧 | 吴贵妃   |      |
| 傅艺伟 | 妙庄王后 |      |
| 孙彦军 | 郑国公   |      |
| 陆树铭 | 妙庄王   |      |
| 李靖飞 | 伯牙豪   |      |
| 吴晓东 |          |      |

## 制作
为契合电视剧主题，主办方请来了香山寺的现任主持，由他讲述了香山寺的传奇故事并举行了简短的祈福仪式。
2011年3月23日在河北涿州影视城开机，6月19日杀青，2012年4月取得发行许可证。
在电视剧中妙善公主是观世音菩萨的转世，出于对角色和宗教人士的敬重，徐飒从接拍这一角色之后就一直坚持吃素食，直到拍摄结束。

## 外部連結
- 泰國官网（泰文）
- 豆瓣电影上《香山奇缘》的資料 （简体中文）